# Emerdata
Emerdata és una empresa especialitzada en dades creada a l'agost 2017, per moltes de les persones implicades a Cambridge Analytica. Emerdata es va crear el 2017 pel Chief data officer i president de SCL Group, l'empresa matriu de Cambridge Analytica, que va tancar operacions l'1 de maig de 2018. La seva seu a Londres està situada al mateix edifici que ocupava Cambridge Analytica.

## Consell d'administració
El seu consell d'administració és:
- Jennifer Mercer, filla de Robert Mercer, el principal inversor de Cambridge Analytica.
- Rebekah Mercer, també filla de Robert Mercer
- Ahmad Al Khatib
- Johnson Chun Shun Ko, director executiu de Frontier. Aquesta empresa està fundada i dirigida per Erik Prince, antic director de Blackwater Worldwide.
- Cheng Peng
- Alexander Bruce Tayler
- Julian David Wheatland

El 28 de març de 2018 Alexander Nix, anteriorment CEO de Cambridge Analytica, va dimitir com a director. És director d'altres 8 altres companyies registrades en la mateixa adreça.